# Tropidozineus amabilis
Tropidozineus amabilis là một loài bọ cánh cứng trong họ Cerambycidae.